# 所沢市立東中学校
所沢市立東中学校（ところざわしりつ ひがしちゅうがっこう）は、埼玉県所沢市牛沼にある公立中学校。

## 概要
学校教育目標は、「自立」と「貢献」である（2024年現在）。 
当校には、主に所沢市立牛沼小学校、所沢市立松井小学校の児童が入学する（一部例外あり）。
出身者には、声優の草尾毅や岩田光央、学区内に自宅がある宮崎駿の息子である宮崎吾朗・宮崎敬介などがいる。

## 沿革
- 1947年（昭和22年） - 所沢町立松井中学校創立[1]。
- 1950年（昭和25年） - 所沢市立松井中学校と改称。
- 1962年（昭和37年） - 新校舎へ移転。
- 1963年（昭和38年） - 所沢市立東中学校と改称。
- 1972年（昭和47年） - 新校舎竣工、現在地に移転。

## 部活動

### 運動部
- サッカー部（男子）
- 野球部（男子）
- 男子バスケットボール部
- 女子バスケットボール部
- 男子バレーボール部
- 女子バレーボール部
- 男子テニス部
- 女子テニス部
- 女子ソフトボール部
- 男子卓球部
- 女子卓球部
- 剣道部（男女）
- 陸上部（男女）

### 文化部
- 吹奏楽部（男女）
- 美術部（男女）

## 年間行事
- 6月 - 修学旅行（3年時）
  - 奈良、京都へ。
- 10月 - 体育祭
- 11月 - 合唱コンクール
  - 所沢市民文化センター ミューズにて実施。
- 1月 - スキー教室（1年時）職場体験学習（２年時）

## 交通アクセス
- 東日本旅客鉄道（JR東日本）武蔵野線 東所沢駅より2km。
- 西武鉄道 西武池袋線 所沢駅より3km。

## 著名な関係者
出身者
- 鈴木亜久里（元レーシングドライバー）
- YOU（タレント）
- 櫻井周斗（プロ野球選手）
- 野崎桂太（元プロサッカー選手）
- 野崎雅也（プロサッカー選手）
- 黒木謙吾（プロサッカー選手）
- 水村篤弘（政治家）
- 宮崎吾朗  （アニメ監督）
- 宮崎敬介（版画家）
- 草尾毅  （声優・歌手）
- 岩田光央（声優・歌手）
- 佐々木亮（弁護士）

教職員
- 藤本正人（所沢市長）- 元教師